# Lala (từ lóng tiếng Trung)
Lala (tiếng Trung: 拉拉; bính âm: lālā) là một từ lóng không mang tính xúc phạm trong tiếng Trung Quốc để chỉ những người đồng tính nữ hoặc một người phụ nữ có ham muốn với người cùng giới. Thuật ngữ được cộng đồng LGBT+ ở Trung Quốc đại lục sử dụng chủ yếu, mặc dù từ này có nguồn gốc từ thuật ngữ Đài Loan dành cho đồng tính nữ, lazi (tiếng Trung: 拉子; bính âm: lāzi.; chú âm phù hiệu: ㄌㄚ ㄗˇ). Bắt đầu từ cuối thế kỷ 20 và đầu thế kỷ 21, cộng đồng lala bắt đầu hình thành ở các khu vực thành thị của Trung Quốc, như Bắc Kinh và Thượng Hải, họ tìm đến các quán bar và phòng chat trực tuyến để kết nối với nhau.

Năm 2005, một nhóm lala trẻ ở Bắc Kinh đã thành lập Les+ Magazine, tạp chí đầu tiên và duy nhất của Trung Quốc dành cho phụ nữ queer. Bất chấp những hạn chế pháp lý ở Trung Quốc về vấn đề LGBT, Les+ Magazine vẫn có người đăng ký ở tất cả 23 tỉnh của Trung Quốc cũng như ở một số quốc gia khác. Slogan in trên số đầu tiên thể hiện sự kỳ vọng của họ đối với cuộc sống: "Khi đêm đen qua đi, hãy nắm lấy tay người, hãy bước đi đầy tự hào dưới ánh mặt trời, hãy cứ thản nhiên và hạnh phúc sống cuộc đời của chúng ta!"
在黑夜之後﹐握着你的手﹐在陽光下驕傲地走﹐坦然happy地過我們的生活！
Năm 2012, Lucetta Yip Lo Kam, giảng viên tại Đại học Baptist Hồng Kông (HKBU), đã xuất bản cuốn sách Shanghai Lalas: Female Tongzhi Communities and Politics in Urban China (tạm dịch: Những cô Lala Thượng Hải: Cộng đồng và chính trị của đồng tính nữ ở thành thị Trung Quốc). Chuyên khảo của Kam gồm các cuộc phỏng vấn với 25 đồng tính nữ lala người Trung Quốc, song tính nữ và chuyển giới nữ sống ở Thượng Hải, hầu hết là phụ nữ trong độ tuổi 20 đến từ khu vực thành thị.